# Zoltán József (színművész)
Zoltán József; Gráf, Graef (Misztótfalu, 1842. december 17. – Kassa, 1884. november 18.) színész, énekes.

## Életútja
Színész lett 1862. január 2-án. Hamar az elsőrendű énekes vált belőle. Működött Debrecen, Szeged, Buda és Székesfehérvár színpadjain. Utoljára Zsadányban működött, Füredi Alajosnál. Szép, tiszta és erős tenor hangja volt, vidéken ő énekelte a Kékszakállt (Offenbach) az eredeti hangfekvésben. Népszínműénekesként és rendezőként is tevékenykedett. Betegen is fellépett élete utolsó éveiben daltársulati színpadokon.
Első neje: Sprencz Liszka, második neje: Vida Katalin, színésznő, sz. 1854-ben; színésznő lett 1874-ben. Táncosnőnek készült, utóbb színésznő lett, végül mint sugónő működött. Majdnem valamennyi társulatnál megfordult. 1907-ben nyugdíjba ment.
Gyermekei: Zoltán Olga (Árkossy Vilmosné) és Zoltán Ilona (ifj. Németh Jánosné) színésznő, sz. 1878-ban, Fehérszéken, színpadra lépett 1894-ben. Mint koloratur-énekesnő működött szép sikerrel. 

## Működési adatai
1863: Balatonfüred; 1864–65: Arad; 1865–66: Pécs, Szekszárd; 1868–70: Győr, Komárom; 1871–73: Miskolc, Ungvár, Szatmár; 1873–74: Szabadka; 1875: Balogh György; 1878–79: Nagybánya, Baja, Kalocsa; 1879–80: Szabadka, Zombor.